# جون بريكل
جون بريكل (1748-1809) (بالإنجليزية: John Brickell)‏ هو عالم نبات إيرلندي.